# مردقوش دقيق الأزهار
المردقوش دقيق الأزهار (باللاتينية: Origanum minutiflorum) نوع نباتي من جنس المردقوش الذي يتبع الفصيلة الشفوية.

## الموئل والانتشار
موطنه تركيا.